# باشگاه فوتبال دون بوسکو
باشگاه فوتبال دون بوسکو یک باشگاه فوتبال حرفه‌ای مستقر در پیتیون‌ویل، هائیتی است.

## افتخارات
- لیگ هائیتی: ۵ قهرمانی